# Synagoga Bne Emuna w Krakowie

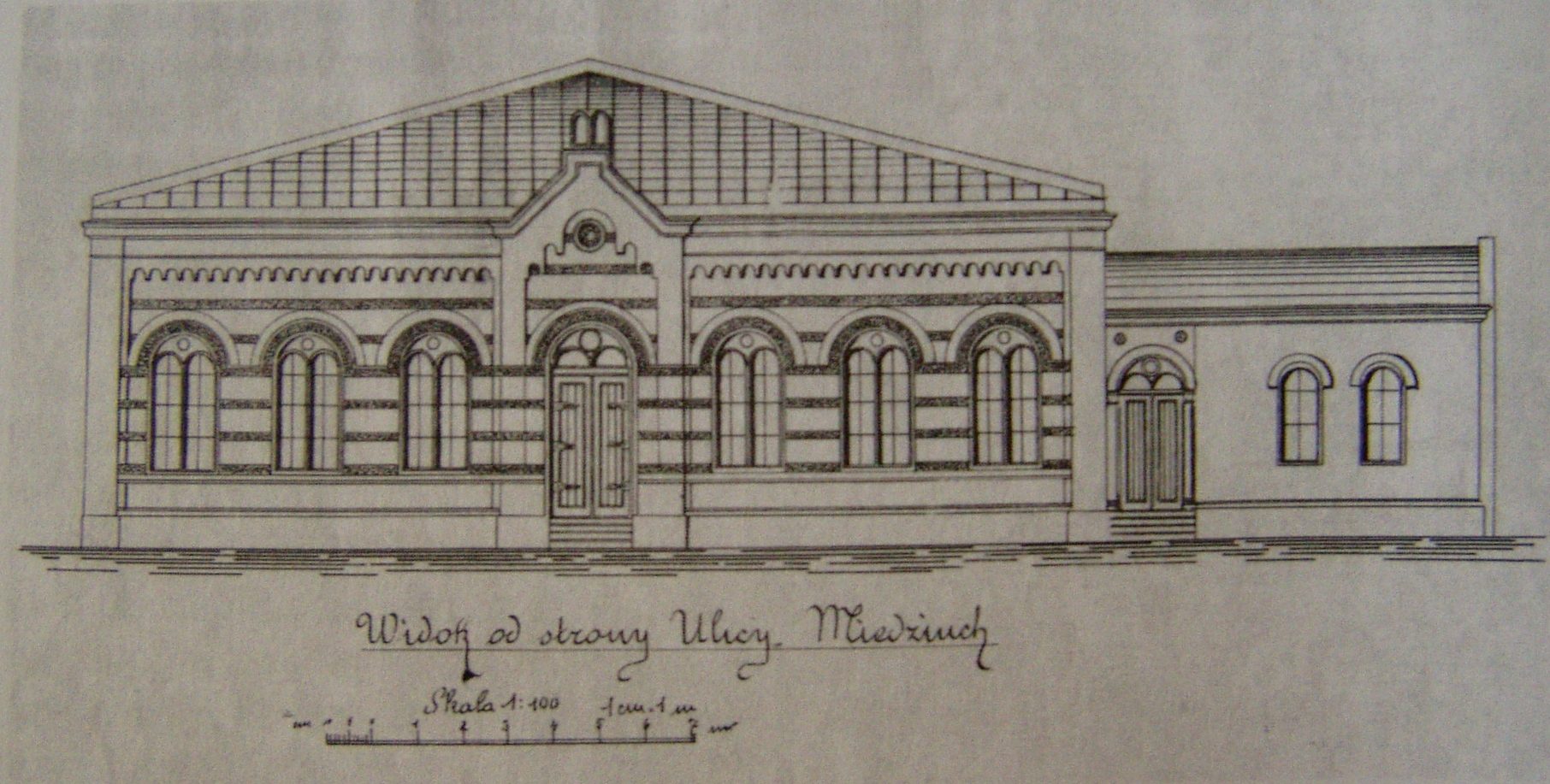
Projekt synagogi

Synagoga B'nei Emuna (z hebr. Dzieci Wiary) – zabytkowa synagoga znajdująca się w Krakowie, w dzielnicy I Stare Miasto na rogu ulicy Rabina Meiselsa 17 oraz Placu Nowego 5, na Kazimierzu.

## Historia
Synagoga została zbudowana w 1886 roku z inicjatywy Żydowskiego Towarzystwa Modlitewnego i Dobroczynnego Bne Emuna, według projektu architekta i budowniczego Jacka Matusińskiego. Podczas II wojny światowej hitlerowcy zdewastowali wnętrze synagogi, przeznaczając ją następnie na warsztat stolarski. Po zakończeniu wojny nadal pełniła funkcję stolarni, a później magazynu. Od początku lat 80. budynek stał opuszczony i popadał w ruinę.
W latach 1988–1993 z inicjatywy Fundacji Judaica przeprowadzono gruntowny remont oraz rozbudowę synagogi z przeznaczeniem jej na Centrum Kultury Żydowskiej. Pracami tymi kierował architekt Dariusz Gruszka. Większość środków na remont przeznaczył Kongres Stanów Zjednoczonych oraz w mniejszym stopniu: Gmina Kraków, wojewoda krakowski, Społeczny Komitet Odnowy Zabytków Krakowa oraz Generalny Konserwator Zabytków. Wówczas zakonserwowano i częściowo zrekonstruowano polichromie na suficie głównej sali modlitewnej oraz tablicę z nazwiskami zmarłych fundatorów i członków bractwa. 24 listopada 1993 roku w synagodze uroczyście otwarto Centrum Kultury Żydowskiej. Cały remont kosztował ponad 2 miliony złotych.

## Architektura
Murowany budynek synagogi wzniesiono na planie prostokąta, w stylu neoromańskim z elementami mauretańskimi. Do dziś zachowało się wiele oryginalnych elementów wystroju. Nad głównym wejściem znajduje się charakterystyczny trójkątny przyczółek, a otwory okienne są zakończone półokrągłe.
Wewnątrz w głównej sali modlitewnej, która obecnie pełni rolę sali wykładowej, zachowała się wnęka po Aron ha-kodesz oraz fragment belkowania nad nim, tablica jorcajtowa oraz pozostałości oryginalnej, zrekonstruowanej polichromii. Obecnie w sali głównej znajdują się dwie tablice pamiątkowe: jedna poświęcona Rafaelowi Scharfowi, a druga upamiętniająca wyposażenie Centrum ze środków Republiki Federalnej Niemiec w sprzęt nagłaśniający i konferencyjny, a przekazany przez Fundację Współpracy Polsko-Niemieckiej.
Na ścianie południowej wisi wielki obraz Vincenta Capraro pt. „Żydzi z Vught”, który poświęcony jest wydarzeniom, które miały miejsce w Vught, w obozie koncentracyjnym powstałym w 1942 roku w okolicach s'Hertogenbosch na południu Holandii.

## Spór o odzyskanie synagogi
W 2001 roku do komisji regulacyjnej wpłynął wniosek o zwrot budynku synagogi Bne Emuna na rzecz Gminy Wyznaniowej Żydowskiej w Krakowie.

## Galeria

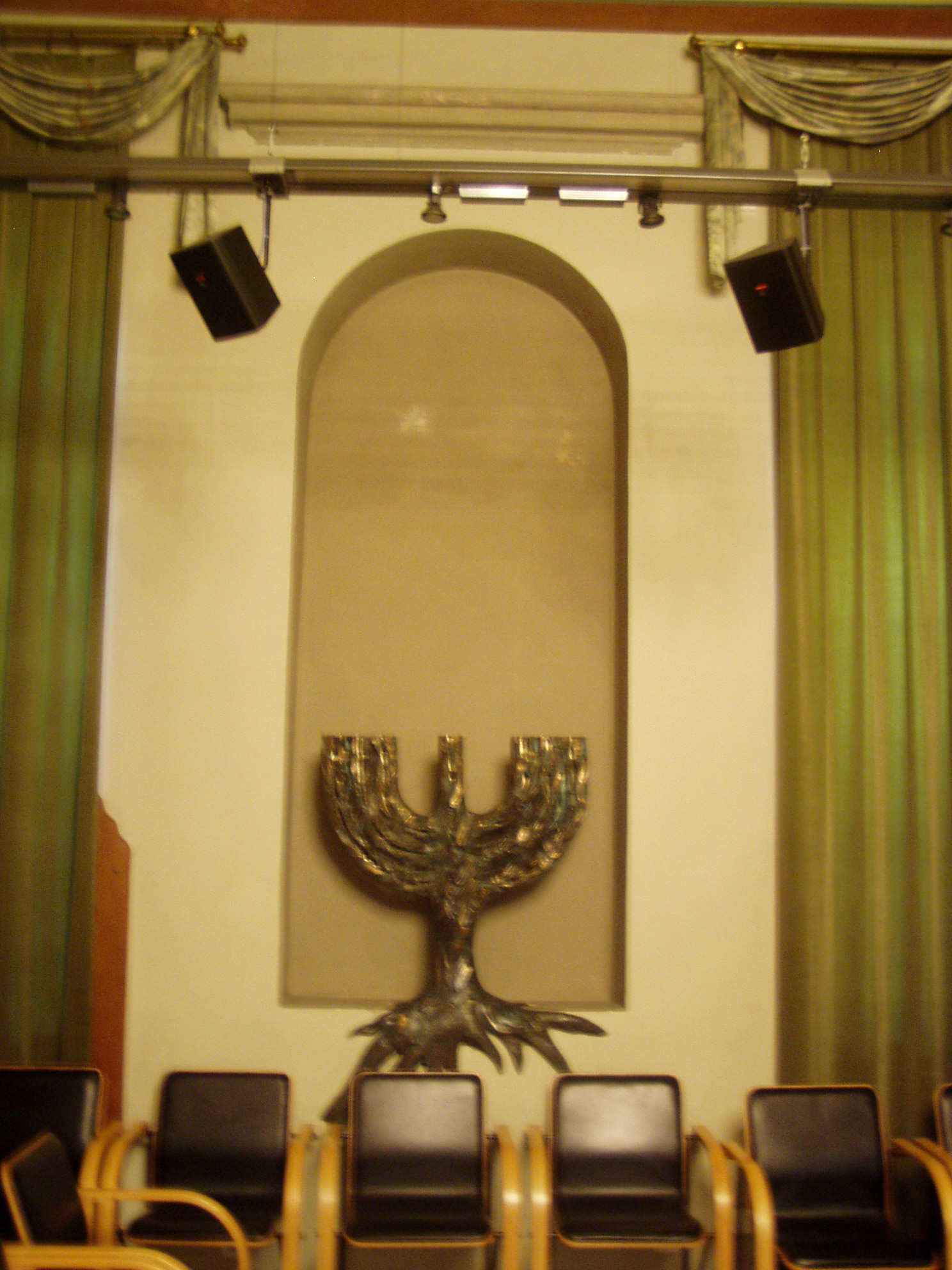
Aron ha-kodesz
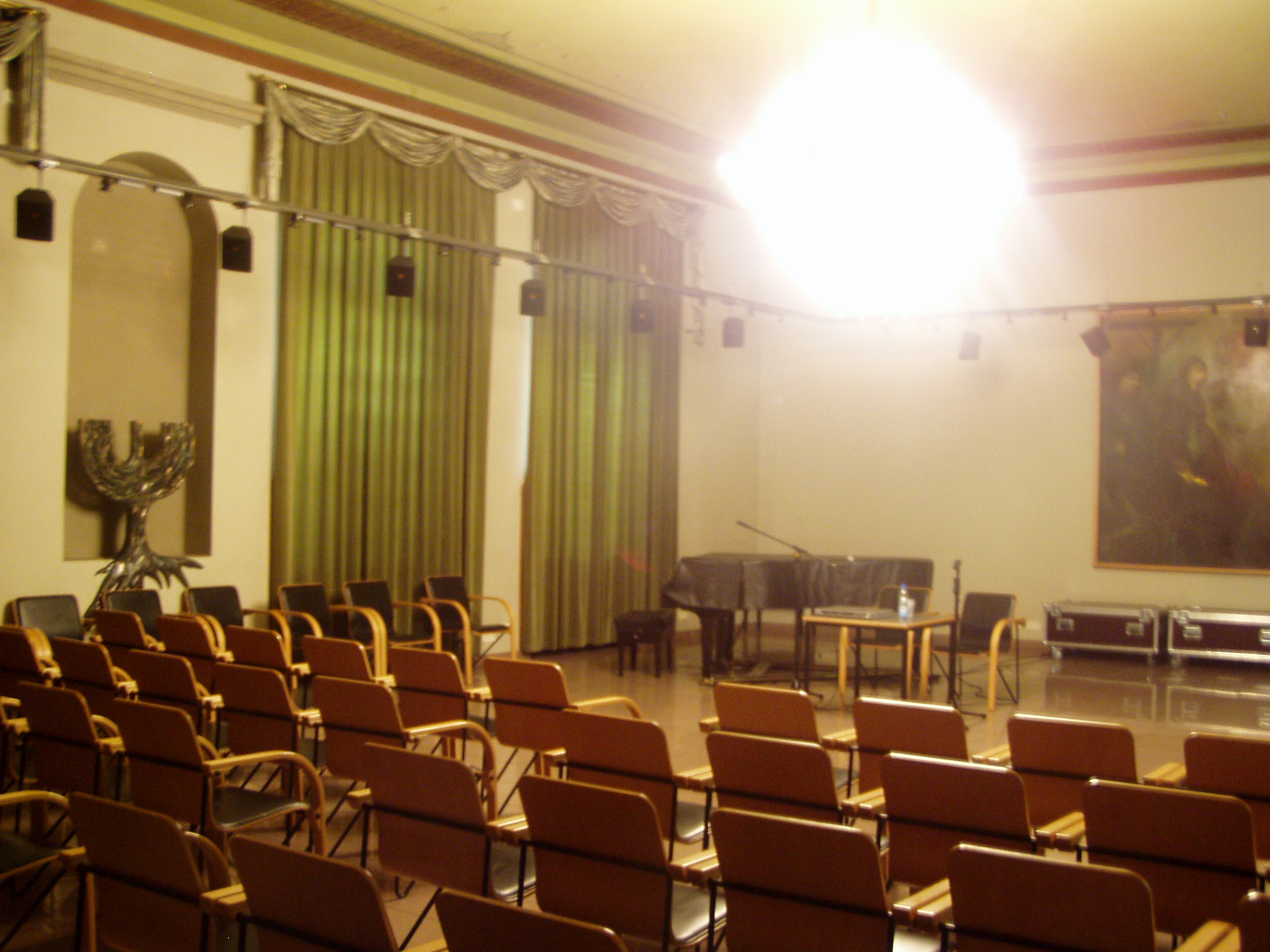
Główna sala modlitewna
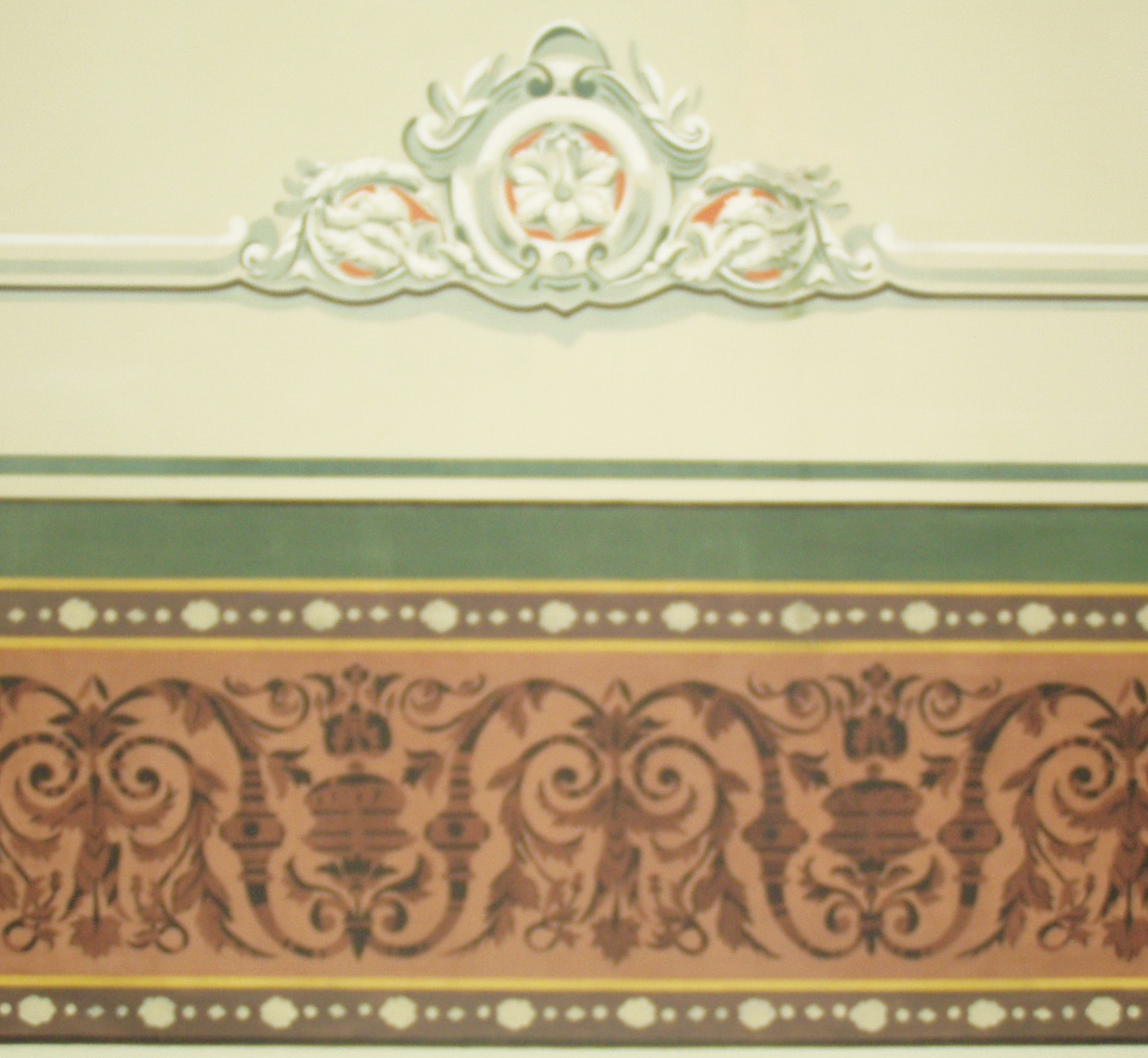
Polichromia
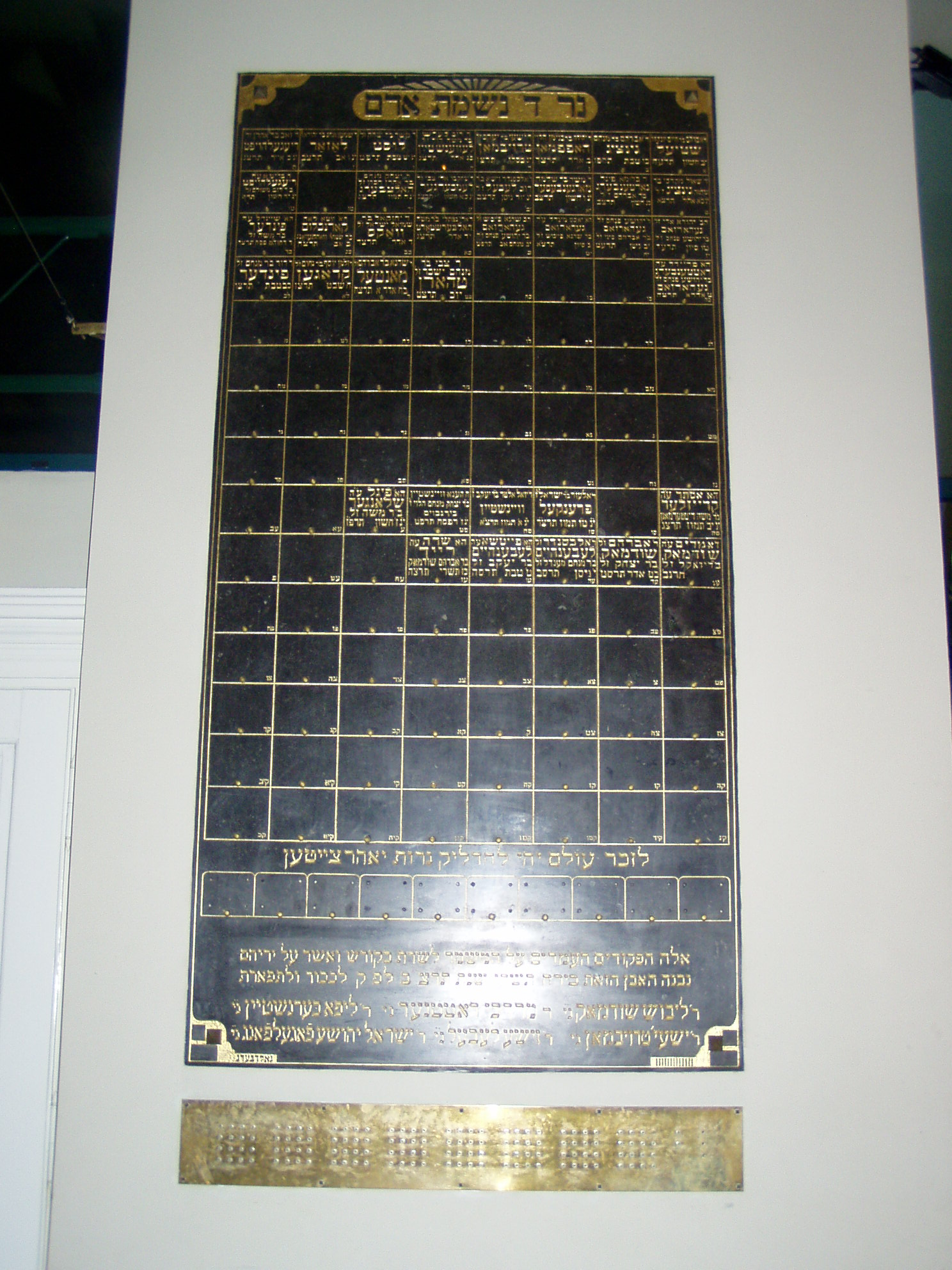
Tablica jorcajtowa
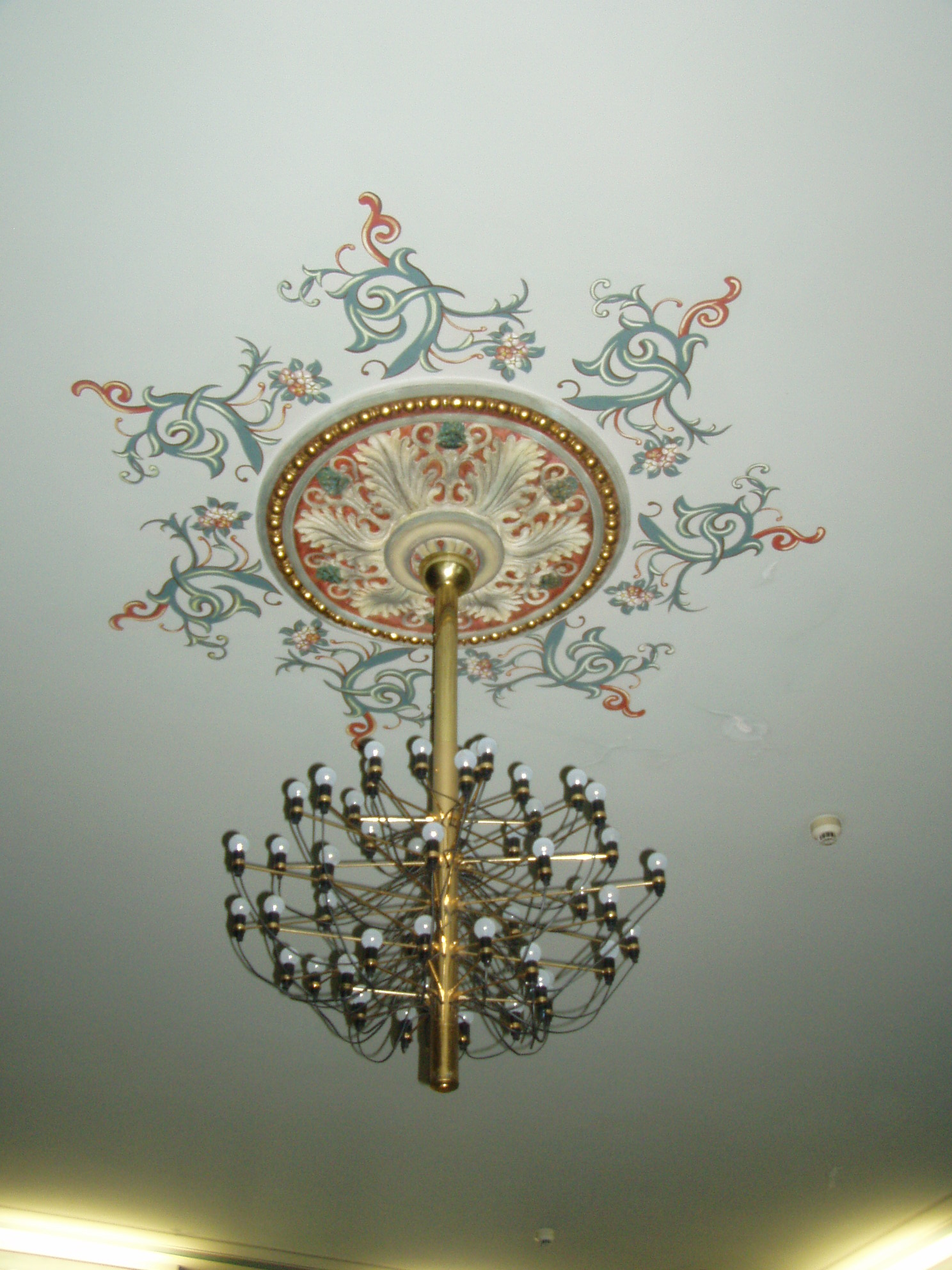
Żyrandol